# Musewo
Musewo (bułg. Мусево) – wieś w Bułgarii, w obwodzie Kyrdżali, w gminie Ardino. Według danych szacunkowych Ujednoliconego Systemu Ewidencji Ludności oraz Usług Administracyjnych dla Ludności, 15 czerwca 2020 roku miejscowość liczyła 29 mieszkańców.

## Historia
Ówczesna machała znalazła się na terytorium Bułgarii w 1912 roku pod turecką nazwą Muse. Nazwa Została przemianowana na Musewo oraz miejscowość zyskała status wsi rozporządzeniem ministerialnym nr 1014, ogłoszonym 11 maja 1942 r.